# Ashiya (Fukuoka)
Ashiya (jap. 芦屋町 Ashiya-machi) – miasto w Japonii, na wyspie Kiusiu, w prefekturze Fukuoka. Według danych na rok 2020 miejscowość zamieszkiwało 13 545 mieszkańców , a gęstość zaludnienia wyniosła 1167,7 os./km².